# Misumenops spinitarsis
Misumenops spinitarsis är en spindelart som beskrevs av Cândido Firmino de Mello-Leitão 1932. 
Misumenops spinitarsis ingår i släktet Misumenops och familjen krabbspindlar. Inga underarter finns listade i Catalogue of Life.